# Бранко Рашич
Бранко Рашич (нар. 13 лютого 1977, Прокуплє, Югославія) — сербський футболіст, півзахисник.

## Життєпис
Вихованець клубу «Црвена Звезда». Футбольну кар'єра розпочав у клубах «Црвена Звезда», «Младост» (Лучані), «Млади Радник», «Обилич» та «Будучность» (Вальєво). З 1997 по 1998 рік виступав за столичний ОФК. У 1999 році перебрався до «Колубари». У 2001 році виступав у Мексиці за «Алконес Керетаро», у футболці якого відзначився 8 голами. Незабаром після цього повернувся до «Железничара» (Лайковац). Після цього виступав за польські клуби «Вікторія» (Явожно), «Щаковянка» (Явожно) та «Гетьман» (Замостя). Під час виступів за «Щаковянку» потрапив до центру скандалу (так звана «справа Рашича») пов'язаний з матчем плей-оф між «Щаковянкою» (Явожно) та РКС (Радомсько). Радомсько заявив, що Бранко не мав права грати, оскільки виступав в оренді з «Вікторії» (Явожно) до завершення трансферного вікна. Для вирішення справи знадобилося декілька років, численні судові процеси, участь Польського футбольного союзу, залучили також УЄФА, Олімпійський комітет Польщі, дійшло до дебатів у польському Сеймі. Справа мала негативні наслідки: багато чиновників були покарані та усунені з посади, здійснені зміни в законодавстві, щоб запобігти подібним інцидентам у майбутньому. Взимку 2003 року перейшов у «Кривбас», у футболці якого не зіграв жодного офіційного поєдинку. Взимку 2004 року приєднався до «Світу» з міста Новий-Двір-Мазовецький. В Екстраклясі дебютував 13 березня 2004 року в поєдинку проти «Відзева» (Лодзь), Рашич розпочав матч в стартовому складі, але на 63-й хвилині його замінив Пйотр Цетнарович. Потім грав за нижчолігові польські клуби «Куявяк», «Унія» (Янікову) та «Мешко» (Гнезно). У 2008 році повернувся до Сербії, де грав за місцеві нижчолігові клуби «Раднички» (Обреновац) та «Кртінска». У весняній частині сезону 2009/10 років виступала за «Спартакус II» (Шароволя) (Кляса Б, група Замостя II). Наступного року повернувся до сербського «Кртінска». Футбольну кар'єру завершив 2013 року в складі скромного сербського клубу «Будучност» (Звечка).